# Championnats du monde d'aquathlon 2004
Les Championnats du monde d'aquathlon 2004 présentent les résultats des championnats mondiaux d'aquathlon  en 2004 organisés par la fédération internationale de triathlon.
Les 7e championnats se sont déroulés à Madère au Portugal le 5 mai 2004.

## Distances parcourues
| Distances course (kilomètres) | Distances course (kilomètres) | Distances course (kilomètres) |
| Course à pied                 | Natation                      | Course à pied                 |
| ----------------------------- | ----------------------------- | ----------------------------- |
| 2,5                           | 1                             | 2,5                           |

## Résultats

### Élite
| Rang               | Athlète      | Pays             | Temps       |
| ------------------ | ------------ | ---------------- | ----------- |
| Médaille d'or      | Shane Reed   | Nouvelle-Zélande | 29 min 24 s |
| Médaille d'argent  | Csaba Kuttor | Hongrie          | 29 min 47 s |
| Médaille de bronze | Kris Gemmell | Nouvelle-Zélande | 29 min 56 s |

| Rang               | Athlète           | Pays             | Temps       |
| ------------------ | ----------------- | ---------------- | ----------- |
| Médaille d'or      | Samantha Warriner | Nouvelle-Zélande | 33 min 24 s |
| Médaille d'argent  | Elizabeth May     | Luxembourg       | 33 min 48 s |
| Médaille de bronze | Charlotte Bonin   | Italie           | 34 min 42 s |

## Tableau des médailles
| Rang  | Nation           | Or | Argent | Bronze | Total |
| ----- | ---------------- | -- | ------ | ------ | ----- |
| 1     | Nouvelle-Zélande | 2  | 0      | 1      | 3     |
| 2     | Hongrie          | 0  | 1      | 0      | 1     |
| -     | Luxembourg       | 0  | 1      | 0      | 1     |
| 4     | Italie           | 0  | 0      | 1      | 1     |
| Total | Total            | 2  | 2      | 2      | 6     |